# アポロSA-3

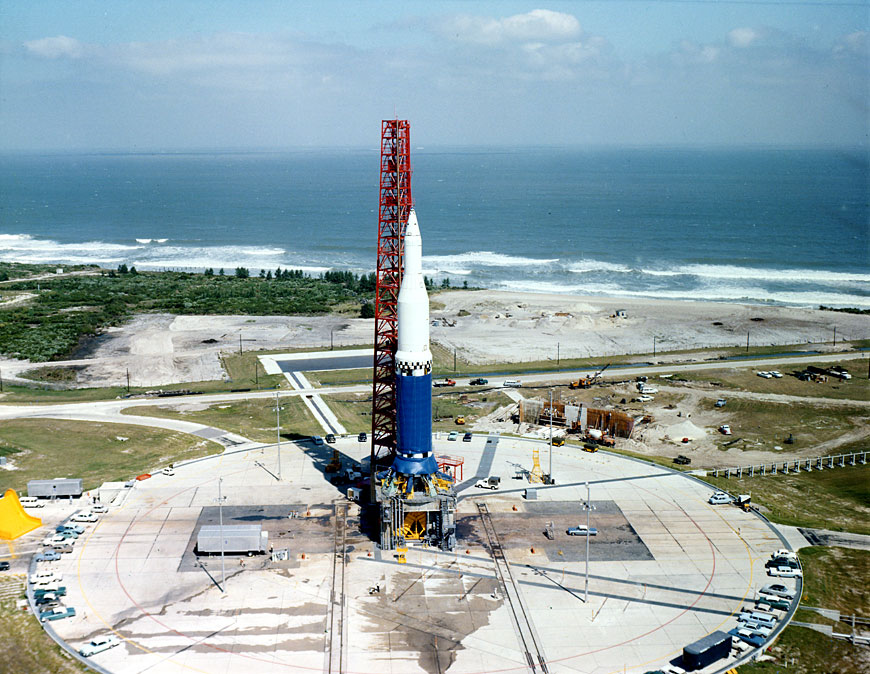
34番発射台に設置されたSA-3。一段目の青いカバーは風雨から機体を保護するためのもの

アポロSA-3は、アメリカ合衆国のアポロ計画において3度目に発射されたサターンI 型ロケットである。2度目のハイ・ウォーター計画（Project Highwater）が実施された。

## 目的
SA-3の目的は、アポロSA-1から継続している機体の性能試験であった。過去2回の実験はそれぞれ少しずつ異なる目的を持っていたが、今回の最も大きな特徴は、初めて燃料を満載にして飛行することであった（前回の2回の飛行では、燃料はタンクの全容積の83％しか搭載されていなかった）。一段目と二段目を分離する逆噴射ロケットの実験を行なうことも検討されたが、今回は二段目がダミーであるために見送られた。
アポロSA-2と同様、今回もハイ・ウォーター計画が実行された。二段目に109,000リットルの水を搭載し、宇宙空間に散布して人工的な雲を作った。

## 飛行
発射は1962年11月16日に行われたが、この時アメリカはキューバ危機の直後で緊迫した状況下にあり、見学に訪れる人は誰もいなかった。
今回の実験では燃料を満載していたため、発射から4分53秒後には高度167kmにまで達した。マーシャル宇宙飛行センターの技術者たちにとっては、よりゆっくりした加速と長い燃焼時間がロケットにどのような影響を与えるかという事についても十分なデータが得られた。
最高高度に達した時、搭載した火薬を爆破して宇宙空間に水を散布したが、大した影響は観測されなかった。